# 5-HT3 receptor
5-3 receptor je član superfamilije ligandom kontrolisanih jonskih kanala, superfamilije koja takođe obuhvata neuronske nikotinske acetilholinske receptore (nAChRs), i inhibitorne neurotransmiterske receptore za GABA (oba GABAA i GABAA-ρ receptora) i glicin. 5-3 receptor je u najvećoj meri homologan sa nikotinskim acetilholinskim receptorom.
5-3 receptor se sastoji od 5 podjedinica koje formiraju centralnu poru za prolaz jona, koja je propusna za jone natrijuma, kalijuma i kalcijuma. Vezivanje neurotransmitera 5-hidroksitriptamina (serotonina) za 5-HT3 receptor otvara kanal, što dovodi do ekscitatornog responsa u neuronima. 5-HT3 receptor se znatno razlikuje u pogledu strukture i mehanizma dejstva od drugih tipova 5-HT receptora, koji su G-protein spregnuti.

## Struktura
Poput drugih ligandom kontrolisanih jonskih kanala, 5-HT3 receptor se sastoji od pet podjedinica sa pseudosimetričnim rasporedom oko centralne pore za prolaz jona. Te jedinice su proteini kodirani , , , , i/ili  genima.
Funkcionalni kanal može da sadrži pet identičnih 5- podjedinica (homopentamer) ili mešavinu  i jedne od druge četiri , , ili  podjedinice (heteropentamer). Postoje indikacije da jedino 5-HT3A podjedinice formiraju funkcionalne homopentamerne kanale. Svi drugi tipovi podjedinica moraju da formiraju heteropentamer sa  podjedinicama da bi kanali bili funkcionalni.

## Spoljašnje veze
- 5-HT3+Receptor на 